# Tooheys
Tooheys je avstralska pivovarna, ki ima sedež v predmestju Lidcombe v Sydneyju, New South Wales. Pivovarna izdeluje pivo pod blagovnimi znamkami Tooheys in Hahn in je del skupine Lion Nathan.

## Zgodovina
Pivovarna je bila ustanovljena leta 1869, ko je John Thomas Toohey, irski imigrant iz Melbourna, dobil prvo licenco za varjenje piva. Toohey je v današnjem Darling Harbourju kupil pivovarno in začel tam proizvajati pivo pod imenom Tooheys Old. Leta 1902 je pivovarna postala delniška družba in se je preimenovala v Tooheys Limited. Leta 1930 so tam začeli variti lager, ki se danes imenuje Tooheys New. Leta 1955 se je pivovarna preselila na današnjo lokacijo v Lidcombe. 
Leta 1980 se je Tooheys združil s pivovarno iz Queenslanda, Castlemaine Perkins. Nastalo je [[podjetje Castlemaine Tooheys, leta 1985 pa je Bond Corporation kupil Castlemaine Tooheys. Lion Nathan je leta 1990 odkupil 50% delež v Bond's Natbrew Holdings, leta 1992 pa je postal polni lastnik podjetja. Od leta 2007 je Tooheys Pty. Ltd. del skupine Lion Nathan. 
Proizvodnja piva pod blagovno znamko Hahn je prešla iz Camperdownske pivovarne Hahn v Tooheys med leti 1993 (ko je Lion Nathan kupil Hahn) in 1999 (takrat se je pivovarna Hahn tudi preimenovala v pivovarno Malt Shovel). 
Tooheys je glavni sponzor Rugby zveze New South Walesa in Queenslanda, v letih 2002 ter 2003 pa je bil sponzor Melbourne Cupa v Victoriji.
Izdelki, ki jih pivovarna prodaja pod blagovno znamko Tooheys:
- Pivo, varjeno v pivovarni Tooheys (New, Old, Extra Dry, Maxim, Pils - glej spodaj)
- Oprema za domače varjenje piva, ki jo izdeluje pivovarna Canterbury, trži pa Lion Nathan

## Piva
- Tooheys New - klasični lager in najbolje prodajano pivo te pivovarne. Izdelovati so ga začeli leta 1930. V pločevinkah in steklenicah je bil do leta 1998 prodajan pod imenom Tooheys Draught, kasneje pa so ime poenotili.
- Tooheys Old - temni ale, ki naj bi bil izdelan po originalnem receptu prvega piva te pivovarne. Pogosto točeno pivo v New South Walesu.
- Tooheys Extra Dry - t. i. »suhi lager«. Do leta 2005 dostopen samo v steklenicah ter občasno pločevinkah. Po tem letu so ga začeli polniti tudi v sode za točeno pivo. Pivo je izjemno priljubljeno med mladino, zaradi česar je Tooheys Extra Dry (TED) sponzor glasbenega festivala The Big Day Out in mnogih surferskih tekmovanj v Avstraliji. Maja 2006 je podjetje izdelalo pivo Tooheys Extra Dry Platinum s povečano stopnjo alkohola, ki je dosegla 6,5 vol. %. Pivovarna Tooheys Extra Dry prodaja tudi v »osmerčkih«, za razliko od klasišnih pakiranj šestih steklenic ali pločevink.
- Tooheys Pils - pilsner, ki ga je podjetje začelo izdelovati leta 1998.
- Tooheys Maxim - pivo z manjšo vsebnostjo kalorij v obliki ogljikovih hidratov, prvič predstavljeno leta 2000.

- Red Bitter [3] - prej poznano pod imenom Tooheys Red, 4,0 do 4,2% alkohola
- Gold Bitter [4] - prej poznano pod imenom Tooheys Gold, srednje močno pivo, 3,0% alkohola
- Blue Bitter [5] - prej poznano pod imenom Tooheys Blue, nizkoalkoholno pivo z 2,3% alkohola

### Hahn
- Hahn Premium - grenko pivo izdelano v stilu nemškega lagerja, prvič predstavljeno v letu 1988.
- Hahn Premium Light - najbolje prodajano »lahko« pivo v Avstraliji, prvič predstavljeno leta 1998.
- Hahn Super Dry - pivo, prvič predstavljeno oktobra 2006. Suho in razmeroma sladko pivo brez aditivov ter z nizko vsebnostjo ogljikovih hidratov. Ponekod na voljo tudi točeno, sicer pa se prodaja v steklenicah in pločevinkah.